# Boris Beuzelin
Pour les articles homonymes, voir Beuzelin.
Boris Beuzelin (né le 30 juin 1971 à Alençon) est un dessinateur français. Ses domaines de prédilection sont les romans policiers, la littérature fantastique et les romans noirs.

## Biographie
Boris Beuzelin suit sa scolarité au collège Saint-Exupéry et au lycée Marguerite-de-Navarre d'Alençon, puis obtient un diplôme national supérieur d'expression plastique (DNSEP, bac +5) à l'école des Beaux-Arts d'Angers. Dans sa jeunesse, il assiste son oncle, sérigraphiste-imprimeur. Il commence une carrière dans le court-métrage. Sa première commande professionnelle a lieu en 1998, pour illustrer un album jeunesse : La maman d'Alban. Beuzelin débute dans la bande dessinée vers 2000 et il exerce à plein temps à partir de 2009. En 1997, il rejoint un temps l'atelier BD de « La Boîte qui fait Beuh » à Angers. En 2006, il se lance pour son premier album solo avec l'adaptation en bande dessinée de La Nuit des chats bottés de Frédéric H. Fajardie, qui reçoit un accueil favorable dans L'Humanité. Pour la collection « Rivage noir » de Casterman, Beuzelin adapte des romans policiers, en collaboration avec Jean-Hugues Oppel ; il adapte notamment Carton blême de Pierre Siniac. Par ailleurs, il collabore avec Olivier Supiot pour la série Le Narval dont les deux tomes paraissent en 2010,.
En parallèle à ses activités, le dessinateur participe à des ateliers scolaires, comme à Château-Gontier en 2010 et à Penvénan en 2015, ainsi qu'à des expositions de ses travaux, à Beaucouzé en 2008 et à Avrillé en 2014.

## Œuvres
- 2002 : L'Épouvantail pointeur, avec Éric Omond (Glénat, coll. Carrément BD)[13]
- 2005 : Stabat Mater (Delcourt)
- 2006 : La Nuit des chats bottés, d'après le roman éponyme de Frédéric H. Fajardie (Casterman, coll. Écritures)
- 2008 : Nowhere Island, avec Fabrice Colin, L'Atalante, coll. Flambant 9[14]  (ISBN 978-2-8417-2428-4)
- Le Narval, scénario d'Olivier Supiot, dessins de Boris Beuzelin, Glénat, collection Treize étrange,

1. 2010 : L'Homme de fond [7]  (ISBN 978-2-7234-7170-1)
2. 2010 : Terrain vague [8]  (ISBN 978-2-7234-7410-8)